# Гуженко Тимофій Борисович
Тимофій Борисович Гуженко (нар. 15 лютого 1918, село Татариново Малоархангельського повіту Орловської губернії, тепер Колпнянського району Орловської області, Росія — 10 серпня 2008, місто Москва) — радянський державний діяч, міністр морського флоту СРСР. Кандидат у члени ЦК КПРС у 1971—1976 роках. Член ЦК КПРС у 1976—1989 роках. Депутат Верховної Ради СРСР 8—11-го скликань. Герой Соціалістичної Праці (14.09.1977).

## Життєпис
Народився в родині сільського коваля. У 1937 році з відзнакою закінчив середню школу в селищі на станції Ханженкове.
Член ВКП(б) з 1941 року.
У 1942 році закінчив експлуатаційний факультет Одеського інституту інженерів водного транспорту (у 1941 році разом з інститутом був евакуйований до міста Самарканда Узбецької РСР).
У 1942—1943 роках — змінний механік, начальник групи механізації Мурманського морського торгівельного порту.
У 1943 році переведений викладачем у Владивостоцький морський технікум, але через кілька місяців знову повернувся до фронтового Мурманська. У 1944—1945 роках — начальник відділу механізації порту, у 1945—1946 роках — секретар партійного бюро порту, у 1946—1949 роках — в.о. головного інженера Мурманського морського торгівельного порту.
У 1949—1951 роках — студент Військово-морської академії кораблебудування і озброєння імені Крилова в Ленінграді.
У 1951—1953 роках — начальник Холмського морського порту Сахалінської області.
У 1953—1955 роках — начальник Корсаковского морського порту Сахалінської області.
У 1955—1960 роках — начальник Сахалінського морського пароплавства Міністерства морського флоту СРСР.
У 1960—1962 роках — начальник управління кадрів Міністерства морського флоту СРСР.
У 1962—1966 роках — заступник завідувача відділу транспорту і зв'язку ЦК КПРС.
У 1966 — 14 січня 1970 року — 1-й заступник міністра морського флоту СРСР.
14 січня 1970 — 27 вересня 1986 року — міністр морського флоту СРСР.
Указом Президії Верховної Ради СРСР від 14 вересня 1977 року за видатні заслуги в підготовці і здійсненні експериментального рейсу атомного криголама «Арктика» в район Північного полюса та проявлені при цьому мужність і героїзм керівнику експериментального рейсу, міністру морського флоту СРСР Гуженку Тимофія Борисовичу присвоєно звання Героя Соціалістичної Праці з врученням ордена Леніна і золотої медалі «Серп і Молот».
З вересня 1986 року — персональний пенсіонер союзного значення в Москві.
Помер 10 серпня 2008 року. Похований в Москві на Кунцевському цвинтарі.

## Нагороди і звання
- Герой Соціалістичної Праці (14.09.1977)
- чотири ордени Леніна (3.08.1960, 25.08.1971, 21.12.1973, 14.09.1977)
- орден Жовтневої Революції (15.12.1982)
- орден Трудового Червоного Прапора (9.08.1963)
- орден Червоної Зірки (17.07.1945)
- орден «Знак Пошани»
- орден «За морські заслуги» (Російська Федерація) (7.02.2003)
- дві медалі «За трудову відзнаку» (1.05.1944, 5.11.1954)
- медалі
- Почесний працівник морського флоту
- нагрудний знак «Почесний полярник»